# Руніверсаліс
Руніверса́ліс (рос. Энциклопедия Руниверсалис, скор. Ру́ні) — російська енциклопедія на базі MediaWiki, яка є клоном російської Вікіпедії з яскраво вираженим проросійським поглядом на події у світі. Створена колишніми російськими редакторами Вікіпедії, заблокованими за серйозні порушення.

## Принципи
У маніфесті «Руніверсаліс» сказано, що сервери проекту розташовані в Росії, а сторінки редагуються «відповідно до вимог законодавства Російської Федерації та з повагою до традиційних цінностей». У «Руніверсалісі» немає статті про війну в Україні, таке словосполучення не зустрічається на сторінках енциклопедії.
У статті «Спеціальна військова операція Росії в Україні» позицію української влади практично не представлено.
За словами депутата Державної думи РФ Антона Горєлкіна «над цим проектом працюють колишні редактори російськомовної „Вікіпедії“. Автори переносять контент „Російської Вікіпедії“ до себе, очищуючи статті від пропаганди та шкідливого контенту».

## Історія
Про створення нової енциклопедії була повідомлено 18 серпня 2022 року. Перші редагування, згідно з відкритими даними, редактори зробили 9 червня. ЗМІ звернули увагу на проєкт ще пізніше — 23 серпня 2022 року, коли телеграм-канали, в тому числі депутата Держдуми РФ Антона Горєлкіна, повідомили про Російську інтернет-енциклопедію.
Через кілька годин сайт ресурсу перестав працювати через «аномальне навантаження», що, ймовірно, схоже на потужну DDos-атаку. Користувачі отримують помилку 403, коли намагаються перейти на сторінку сайту енциклопедії. При цьому, браузер повідомляє: «Не вдається отримати доступ». За цей час на сайті було розміщено 9 тис. статей. Причому майже усі статі було взято без змін із російської Вікіпедії.
Робота сайту відновилася через кілька днів, але потенційні користувачі тепер повинні зареєструватися, щоб переглянути вміст, з додатковою процедурою, яку потрібно виконати, щоб отримати права на редагування.